# Bodyslam
Cet article possède un paronyme, voir Body slam (homonymie).
Cette page contient des caractères thaïs. En cas de problème, consultez Aide:Unicode ou testez votre navigateur.
 (mars 2011).

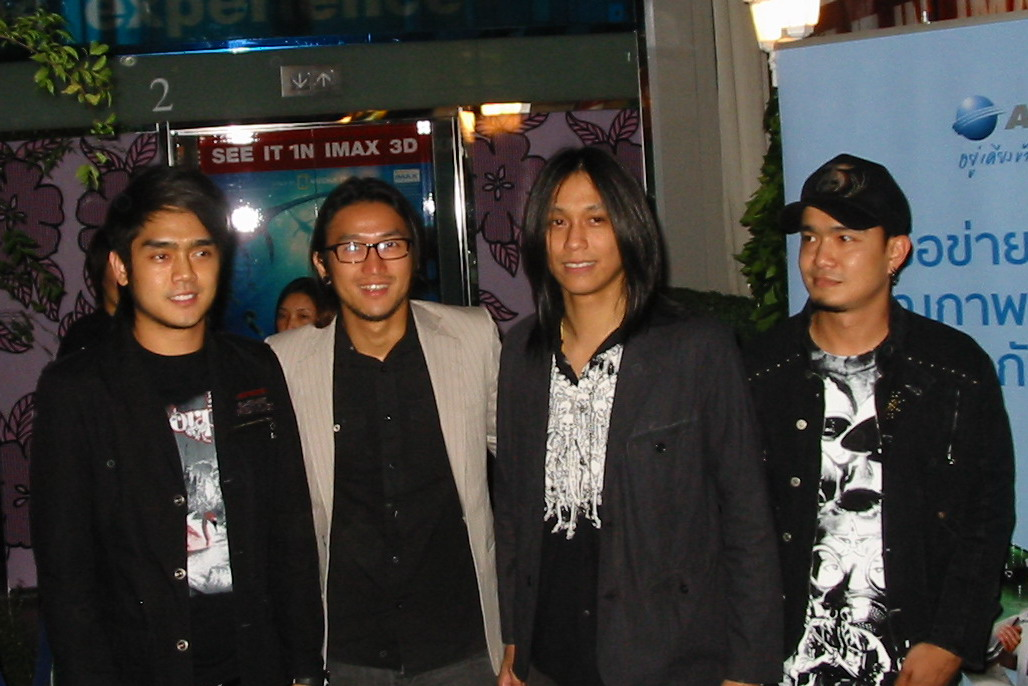
Bodyslam en 2008

Bodyslam (thaï: บอดี้สแลม) est un groupe de rock thaï des années 2000. Il est surtout connu grâce au chanteur Toon, principal compositeur des chansons. En date de 2019, Bodyslam a sorti 7 albums, le dernier étant titré Wi-Cha Tua Bao.
Les membres actuels sont (langue thaïe et surnoms entre parenthèses) 
- Artiwara Kongmalai (อาทิวราห์ คงมาลัย, Toon): chant
- Thanachai Tantrakul (ธนชัย ตันตระกูล, Yod): guitare
- Thanadol Changsawek (ธนดล ช้างเสวก, Pid): guitare basse
- Suchuch Chaneed (สุชัฒติ จั่นอี๊ด, Chuch): percussion

## Histoire
Le groupe s'est appelé un temps La-On (ละอ่อน), ce qui veut dire enfants ou jeunes dans le dialecte thaï du Nord-Est (isan). Puis les six membres du groupe s'inscrivirent à un concours musical "Hot Wave Music Awards" en 1996 et le remportèrent en devançant presque une centaine de groupes. Le groupe signa rapidement un contrat avec le label Music Bugs et sortirent un album éponyme en 1997. C'est un album pop-rock et dont la chanson Dai Rue Plao (ได้หรือเปล่า) connu un vif succès. Le groupe joua dans un lakorn (série télévisuelle) Thep Niyai Nai Sanoet en composèrent la bande-son. Un album des chansons de cette série fut sorti en 1997. 
Le groupe réapparut en 2002 avec un nouveau nom, Bodyslam, en conséquence de sa nouvelle orientation:une musique rock  beaucoup plus dure.Seulement 3 membres du groupe originel sont restés. Leur premier album sous ce nouveau nom (aussi éponyme) rencontra le succès. Ils poursuivent en 2003 avec le deuxième album, Drive qui se vend bien aussi. 
Après cet album, le groupe connut beaucoup de changement. Il quitta le label Bugs Music et signa chez GMM Grammy, le plus gros label en Thaïlande.Le bassiste, Ratthapol Pannachet surnommé Pao, quitta le groupe pour une carrière solo (un album en 2005) et le groupe fut rejoint par deux nouveaux membres, Yod et Chuch. En 2005, le troisième album Believe sortit en avril.

## Membres de départ

### La-On
- Athiwara Khongmalai (อาทิวราห์ คงมาลัย, nickname Toon): chant
- Ratthapol Pannachet (รัฐพล พรรณเชษฐ์, Pao): guitare (currently a solo artist)
- Thanadol Changsawek (ธนดล ช้างเสวก, Mayom or Pid): guitare basse
- Pongsrit Inthasiri (พงษ์สฤษฎิ์ อินทศิริ, Not): synthétiseur
- Bundit Makomol (บัณฑิต มาโกมล, Pop): guitare
- Kritsakorn Phumrat (กฤษกร ภูมิรัตน, Krit): percussion (maintenant DJ pour une station de radio)

### Bodyslam (BodyslamandDrive)
- Athiwara Khongmalai (อาทิวราห์ คงมาลัย, Toon): chant
- Ratthapol Pannachet (รัฐพล พรรณเชษฐ์, Pao): guitare
- Thanadol Changsawek (ธนดล ช้างเสวก, Pid): guitare basse

## Discographie

### La-On
- La-On (ละอ่อน) (1997)
- Thep Niyai Nai Sano Bandes-son  (เทพนิยายนายเสนาะ) (March 1998)

### Bodyslam
- Bodyslam (2002)[1]
- Drive (2003)
- Believe (April 2005)
- Save My Life (2008)
- KRAAM (2010)
- dharmajāti (2014)
- Wi-Cha Tua Bao (2019)

## Chansons connues
Une liste de chansons avec le nom de l'album:
- Dai Rue Plao (ได้หรือเปล่า) – La-On
- Akat (อากาศ) – Bodyslam
- Yam (ย้ำ) – Bodyslam
- Ngom Ngai (งมงาย) – Bodyslam
- Khwam Suesad (ความซื่อสัตย์) – Drive
- Plai Thang (ปลายทาง) – Drive
- Khob Fa (ขอบฟ้า) – Believe
- Khon Thee Thuk Rak (คนที่ถูกรัก) – Believe
- Khwam Chuea (ความเชื่อ) – Believe (avec Carabao)